# هاري س. ريتشاردز
هاري س. ريتشاردز (بالإنجليزية: Harry C. Richards)‏ هو فارس أمريكي، ولد في 24 مارس 1908 في بروكلين في الولايات المتحدة، وتوفي في 1980.